# Elmi Jumari
 (novembre 2017).
Elmi Jumari, né le 4 janvier 1990 à Selayang (en), est un coureur cycliste malaisien.

## Biographie
En novembre 2017, Elmi Jumari remporte deux étapes du Tour de Selangor au sprint.

## Palmarès et résultats

### Palmarès par année
- 2017
  - 2e et 4e étapes du Tour de Selangor
- 2021
  - 2e du championnat de Malaisie sur route
  - 3e du championnat de Malaisie de vitesse par équipes

### Classements mondiaux
| Année                                 | 2016  | 2017  | 2018 | 2019  | 2020 | 2021 | 2022  | 2023  |
| ------------------------------------- | ----- | ----- | ---- | ----- | ---- | ---- | ----- | ----- |
| Classement mondial                    | 2762e | 1946e | nc   | 2166e | nc   | nc   | 2511e | 3293e |
| UCI Asia Tour                         | 644e  | 340e  | nc   | 203e  | nc   | nc   | 282e  | nc    |
|                                       |       |       |      |       |      |      |       |       |
| Légende : nc = non classéSource : UCI |       |       |      |       |      |      |       |       |